# 寧芙瑞迪爾
在托爾金（J. R. R. Tolkien）奇幻小說的中土大陸裡，寧芙瑞迪爾（Niphredil）是一種白色的花卉，寧芙瑞迪爾是指「中土之星」。寧芙瑞迪爾盛開在多瑞亞斯（Doriath）的奈爾多雷斯（Neldoreth），作為露西安（Lúthien）出生的餽贈。寧芙瑞迪爾亦生長在羅斯洛立安（Lothlórien）的塞林安姆羅斯（Cerin Amroth），另一種黃色的花卉伊拉諾（elanor）亦生長在這裡。塞林安姆羅斯是亞拉岡（Aragorn）及亞玟（Arwen）海誓山盟的地方，亞玟在此地終老。亞玟去世後，寧芙瑞迪爾及伊拉諾都不再生長於中土大陸。